# Большие Верхи
Большие Верхи — село Каменского района Пензенской области России, входит в состав Каменского сельсовета.

## География
Расположено в верховьях реки Шуварды в 18 км на северо-восток от райцентра города Каменки.

## История села
Основано около 1724 г. капитан-поручиком Сергеем Головиным. Крестьяне из его вотчин Муромского и Михайловского уездов. В 1785 г. показано за князем Николаем Михайловичем Голицыным. В 1795 г. в селе 145 дворов крестьян, находившихся на оброке и плативших по 3 рубля с ревизской души в год. Перед отменой крепостного права – в составе «Блиновской вотчины» Марии Васильевны Нарышкиной. В с. Никольском, Большие Верхи тож, у помещицы 489 ревизских душ крестьян, у них 115 дворов на 98 десятинах усадебной земли, 210 тягол (повинности отбывали смешанно – барщина и оброк, с окладной души или земельного участка платили по 7 руб. в год, кроме того по 3 руб. на подати и прочие расходы), у крестьян 2320 дес. пашни, 92 дес. сенокоса и 138 дес. выгона, у помещицы – 838 дес. удобной земли, в том числе леса и кустарника 575 дес. Крестьяне вотчины в целом обрабатывали 1077 дес. барской пашни, сад и огород, возили хлеб к местам продажи, убирали 100 дес. сенного покоса, охраняли лес, хлеб и все строения помещицы, доставляли все материалы для господских построек. В 1877 г. – волостной центр Нижнеломовского уезда Пензенской губернии, 167 дворов, деревянная церковь во имя Николая Чудотворца (построена в 1770 г.). В 1896 г. работала земская школа. В 1905 г. происходили выступления крестьян с аграрными требованиями. В 1911 г. – в составе Блиновской (фактическое название – Больше-Верхоломовская) волости Нижнеломовского уезда, одно крестьянское общество, 248 дворов, церковь, земская школа, открыта народная библиотека, водяная мельница, 2 ветряные, 4 кузницы, 7 лавок, имение Нарышкина.
С 1928 года село являлось центром сельсовета Каменского района Пензенского округа Средне-Волжской области. С 1935 года село в составе Головинщинского района Куйбышевского края (с 1939 года — в составе Пензенской области). В 1955 г. – в составе Дмитриевского сельсовета Головинщинского района, центральная усадьба колхоза имени Калинина. С 1956 года в составе Каменского района. 17.9.1975 г. в черту села включена д. Малые Верхи. В 1980-е гг. село входило в состав Блиновского сельсовета.
22 декабря 2010 года Блиновский сельсовет был упразднён, село вошло в состав Каменского сельсовета.

## Население
| 1795 | 1864 | 1877  | 1897 | 1911  | 1926  | 1930  |
| ---- | ---- | ----- | ---- | ----- | ----- | ----- |
| 820  | ↗991 | ↗1117 | ↘936 | ↗1317 | ↗1396 | ↗1445 |
| 1939 | 1959 | 1979  | 1989 | 2002  | 2010  |       |
| ↘872 | ↘583 | ↘409  | ↘303 | ↗321  | ↘275  |       |

## Достопримечательности
В селе сохранились остатки деревянной Церкви Николая Чудотворца (1900).